# Bright (Nuevo Brunswick)
Bright es una parroquia canadiense situada en la provincia de Nuevo Brunswick.

## Superficie
Bright tiene una superficie de 403,73 km².

## Demografía
En 2021, tenía 3317 habitantes, una densidad poblacional de 8,2 hab./km², y 1477 viviendas.